# 빈 왈츠

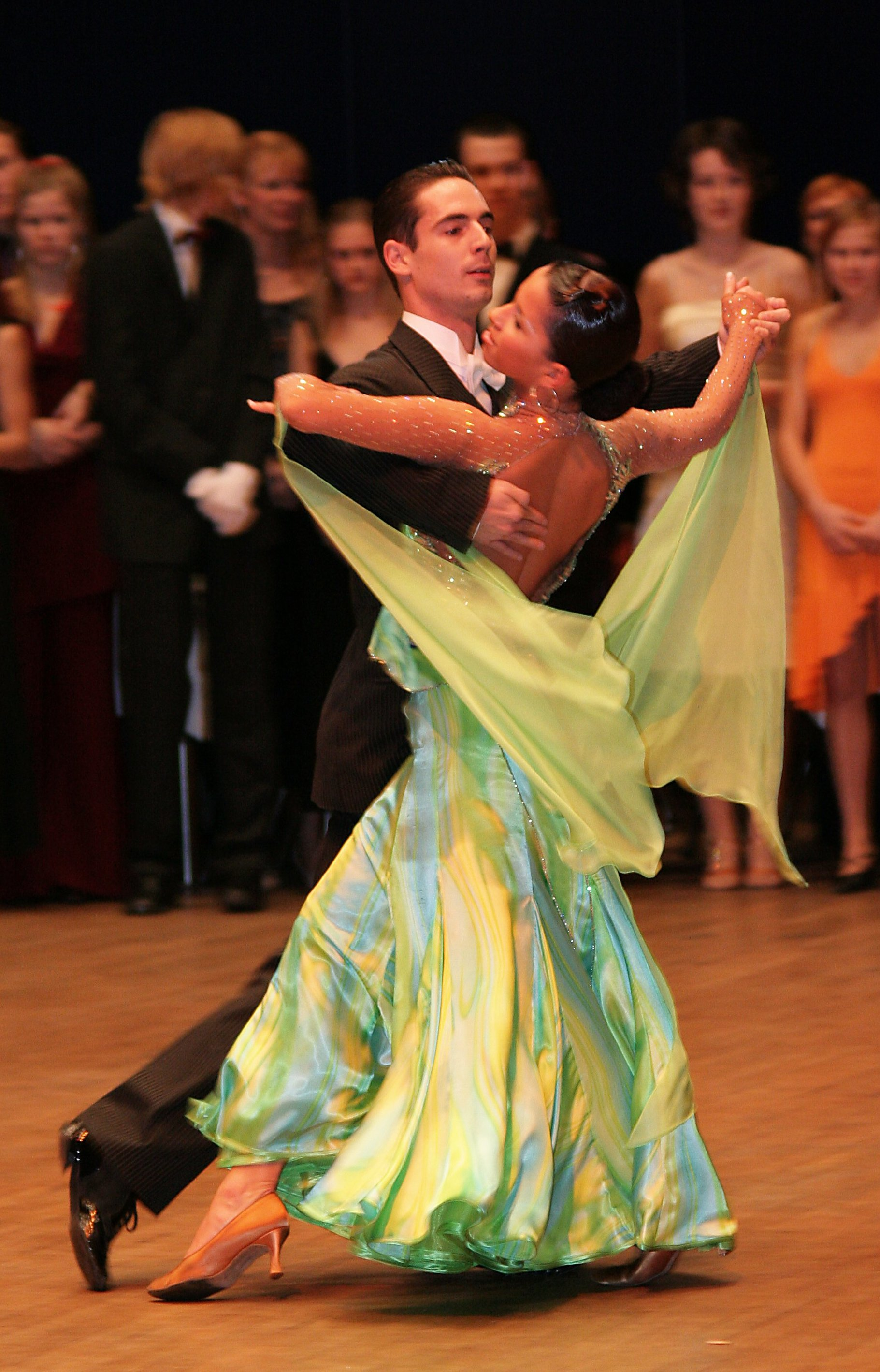
왈츠를 추는 모습.

빈 왈츠(독일어: Wiener Walzer; 영어: Viennese Waltz)는 춤의 한 종류이다. 여러 가지 의미를 내포하는데 왈츠 장르의 여러 종류 중 하나임을 나타내기도 하며 가장 초기의 형태로서 여러 가지 종류의 왈츠 음악이나 춤을 가리킨다. 왈츠의 종류가 계속해서 발전하면서 원래의 빠른 템포를 지닌 왈츠를 느린 왈츠와 구분짓기 위해 빈 왈츠라는 용어가 성립됐다.
사실 현대에 와서 세계적으로 알려진 왈츠란 영국식 왈츠로 1분 당 90비트의 박자로 천천히 움직이는 것(Slow Waltz)을 말하는데 빈 왈츠는 180비트로 움직인다. 하지만 여전히 오스트리아, 독일, 프랑스 등에서는 왈츠의 본래 형태를 중시한다.
빈 왈츠는 시계 방향이나 반시계방향으로 계속해서 회전하는 춤이다. 회전하면서 서로의 위치를 바꾸기도 한다. 두 사람이 춤을 추면서 위치를 바꾸는 것은 후에 도입된 형태이며 원래는 돌면서 스텝을 밟는 것만 포함된다. 미국식 춤사위나 겨드랑이를 끼며 도는 동작 등 또한 근대식 동작이며 연례 무도회에서도 흔히 볼 수 있는 춤동작이 됐다. 그래서인지 미국식 요소가 가미된 빈 왈츠는 원 형태보다 훨씬 동작면에서 자유로운 편이다.

## 같이 보기
- 왈츠
- 사교춤